# Hitzone 54
Radio 538 Hitzone 54 is een verzamelalbum. Het album, onderdeel van de serie Hitzone, werd op 9 juli 2010 uitgegeven door de Nederlandse radiozender Radio 538. Radio 538 Hitzone 54 belandde op de 1e plaats in de Compilation Top 30 en wist deze positie zeven weken te behouden. Het album stond tevens zes weken op de 1e plaats in de CombiAlbum Top 100. Het was het populairste verzamelalbum van Nederland in 2010.

## Nummers
| Nr. | Titel                  | Uitvoerend artiest                               | Duur |
| --- | ---------------------- | ------------------------------------------------ | ---- |
| 1.  | Schouder aan schouder  | Marco Borsato & Guus Meeuwis                     | 3:55 |
| 2.  | We No Speak Americano  | Yolanda Be Cool vs. DCUP                         | 2:38 |
| 3.  | Alors on danse         | Stromae                                          | 3:27 |
| 4.  | Alejandro              | Lady Gaga                                        | 4:01 |
| 5.  | Wavin' Flag            | K'naan                                           | 3:34 |
| 6.  | I Like It              | Enrique Iglesias                                 | 3:16 |
| 7.  | This Ain't a Love Song | Scouting for Girls                               | 3:11 |
| 8.  | Clap Your Hands        | Sia                                              | 3:58 |
| 9.  | A Cappella             | Kelis                                            | 4:10 |
| 10. | Break Your Heart       | Taio Cruz & Ludacris                             | 3:08 |
| 11. | This Is Who We Are     | DI-RECT                                          | 3:31 |
| 12. | Amazing                | Inna                                             | 3:24 |
| 13. | Satellite              | Lena                                             | 2:56 |
| 14. | Better Than Love       | Hurts                                            | 3:31 |
| 15. | Not Myself Tonight     | Christina Aguilera                               | 3:06 |
| 16. | Love Is Everywhere     | Alain Clark                                      | 3:29 |
| 17. | We Belong to the Night | Maaike                                           | 3:26 |
| 18. | Sunshine               | Ginger Ninja                                     | 3:17 |
| 19. | That Man               | Caro Emerald                                     | 3:20 |
| 20. | Gettin' Over You       | David Guetta & Chris Willis feat. Fergie & LMFAO | 3:07 |
| 21. | Me faz amar            | Tikos Groove feat. Mendonça do Rio               | 2:33 |

| Nr. | Titel                               | Uitvoerend artiest                      | Duur |
| --- | ----------------------------------- | --------------------------------------- | ---- |
| 1.  | Need You Now                        | Lady Antebellum                         | 3:53 |
| 2.  | Umbrella                            | The Baseballs                           | 3:07 |
| 3.  | California Gurls                    | Katy Perry feat. Snoop Dogg             | 3:55 |
| 4.  | Don't Stop Believin'                | Jaap                                    | 3:36 |
| 5.  | In Over My Head                     | Kane                                    | 3:14 |
| 6.  | Wicked World                        | Laura Jansen                            | 2:32 |
| 7.  | Love Dealer                         | Esmée Denters & Justin Timberlake       | 3:47 |
| 8.  | 3 Words                             | Cheryl Cole feat. will.i.am             | 4:32 |
| 9.  | Me and My Guitar                    | Tom Dice                                | 3:03 |
| 10. | Stop for a Minute                   | Keane & K'naan                          | 4:06 |
| 11. | Your Love Is My Drug                | Ke$ha                                   | 3:09 |
| 12. | In My Head                          | Jason Derülo                            | 3:20 |
| 13. | All Night Long                      | Alexandra Burke feat. Pitbull           | 3:51 |
| 14. | Carry Out                           | Timbaland feat. Justin Timberlake       | 3:55 |
| 15. | All the Lovers                      | Kylie Minogue                           | 3:22 |
| 16. | Brief aan jou                       | The Opposites feat. Trijntje Oosterhuis | 3:59 |
| 17. | Rocket to Uranus                    | Vengaboys & Perez Hilton                | 3:55 |
| 18. | Little by Little                    | Lisa Lois                               | 3:15 |
| 19. | Happy Song                          | Waylon                                  | 3:32 |
| 20. | Te Amo                              | Rihanna                                 | 3:30 |
| 21. | You're the Voice (t.b.v. War Child) | X Factor 2010                           | 3:13 |